# Ouragan Noel (2001)
Pour les articles homonymes, voir Ouragan Noel (homonymie) et Noël (homonymie).
L’ouragan Noel est le seizième système tropical de la saison cyclonique 2001 dans l'océan Atlantique nord et le quatorzième à recevoir un nom. Ce système d'origine subtropical est toujours resté en mer et n'a causé aucun dégât.

## Évolution météorologique
Une dépression non tropicale associée aux restes d'un front occlus se forme au-dessus de l'Atlantique Nord à partir du 2 novembre. La saison étant déjà avancée et elle se transforme d'abord une tempête subtropicale le 4 novembre. Remontant vers le nord, les orages s'organisent au sein de la tempête et forment un anneau autour du centre le 5, qui permet de surclasser la tempête subtropicale en ouragan Noel alors qu'il se trouve 535 milles marins au sud-sud-est de Cape Race.Noel devient ainsi l'un des quelques cas de transition subtropicale à ouragan, sans passage par le stade de tempête tropicale.
Le cisaillement du vent et des eaux de l'océan Atlantique qui ont commencé à se refroidir auront raison de Noel. Devenue extratropicale, il sera absorbé par une dépression plus large.

## Effets
Noel étant toujours resté au large, aucun effet notable n'a été signalé. Les restes de Noel sont passés au sud-est de Terre-Neuve. La vitesse maximale des vents à l’intérieur de la zone de responsabilité du Centre canadien de prévision d'ouragan a été estimée à 93 km/h ce qui a nécessité des avertissements de vent pour les secteurs maritimes.
Cependant, l'importante dépression extratropicale, venant de la côte de la Nouvelle-Angleterre, qui a absorbé Noel ainsi que les restes de l’ouragan Michelle, a causé de nombreux dommages dans les provinces atlantiques du Canada. Elle a laissé jusqu'à plus de 100 mm de pluie à Terre-Neuve et ses vents jusqu'à 155 km/h ont laissé plus de 100 000 personnes sans électricité. Le radôme du radar météorologique de Holyrood du réseau canadien de radars météorologiques a même été endommagé,.